# Stemma di Tuvalu
Lo stemma di Tuvalu è stato adottato nel 1976.
Lo stemma è composto da uno scudo che ha un bordo color oro decorato con otto vongole e otto foglie di banano alternate. La parte centrale dello scudo presenta una maniapa sotto un cielo azzurro e sopra un prato verde, al di sotto del quale vi sono delle onde stilizzate in blu e oro che simboleggiano l'oceano Pacifico. Lo stemma è riportato in basso su una pergamena oro ed è in lingua tuvaluana Tuvalu mo te atua ("Tuvalu per l'Onnipotente").